# Listec
Listec (bułg. Листец) – wieś w Bułgarii, w obwodzie Burgas, w gminie Ruen. W 2023 roku liczyła 440 mieszkańców.